# 大事MANブラザーズバンド
大事MANブラザーズバンド（だいじマンブラザーズバンド）は、日本の音楽バンド。1982年結成、1996年に解散。
2009年からは大事MANブラザーズオーケストラを結成して活動している。

## メンバー

### 大事MANブラザーズバンド
- 立川俊之（たちかわとしゆき）：ボーカル、ギター
- 戸村公彦（とむらきみひこ、1967年3月3日 - ）：ベース

埼玉県草加市出身。立川と同級生。
- 平山牧伸（ひらやままきのぶ）：ドラムス

男闘呼組のサポートドラマーなどを経て1995年2月加入。2009年夏ごろから数年間はTHE TRIPLE Xのメンバーとしても活動していた。その後2014年にいまみちともたか（元BARBEE BOYS）、椎名純平らとヒトサライを結成。
- 中尾秀行（なかおひでゆき）：ギター

セッションギタリストとしての活動を経て1995年2月加入。
解散後も杉山清貴をはじめ数多くのアーティストのサポートミュージシャンとして活動。
- 吉田理恵（よしだりえ）：キーボード

解散後は数多くの教育関係の音楽や音に関わる医療機器の開発を手掛ける。
株式会社ハッピーリス代表取締役。
北海道テレビ放送のアナウンサー吉田理恵とは別人。

#### 旧メンバー
- 山田哲生（やまだてつお）：ギター

1994年7月脱退。
- 田岡広宣（たおかひろのぶ、1965年5月12日 - ）：ドラムス

埼玉県三郷市出身。
1994年7月脱退。

### 大事MANブラザーズオーケストラ
- 立川俊之（ボーカル、ギター）
- 土屋太郎丸（ギター）
- 朝永徹文（ベース）
- 松本涼（ドラム）
- 畠中文子（キーボード）
- フクダヨシヤ（トランペット）
- 仲兼一郎（トランペット）
- 阿久澤一哉（トランペット）
- 尾崎泰輔（トロンボーン）
- 鈴木啓友（トロンボーン）
- 田口悟史（サックス）
- 出村道秋（サックス）

## 来歴
1982年、前身バンドAround Midnightsをボーカル・立川の出身地埼玉県草加市で結成。1990年に大事MANブラザーズバンドに改名。男女混成であることや曲調・グループ名の印象などから「埼玉のサザンオールスターズ」の異名をとっていた。デビュー以降アルバム1枚とシングル2枚をリリースするがヒットに繋がらなかった。そんな中、所属事務所から「次の作品でヒットを出せなければ危ない」と契約解除をほのめかされ背水の陣で制作した「それが大事」を発表。立川曰く、「曲がモンスターのように一人歩き」するように大ヒット。その後、所属事務所とレコード会社との契約上のトラブルで移籍、発表したシングル・アルバム共にヒットせず1996年に解散。バンド名の由来は、居酒屋での思い付き。深い意味はなく「語呂がいいから」ということでバンド名とした。しかしながら、『JUNON』1992年4月号のインタビューで「みんなが忘れがちな大事な事、失われつつある物事の本質を大事にしていこう」「大事な事をメッセージできるバンドにしたい」「本来人間って信じ合う事だと思う。そのへんのことをひとつひとつ大事にしたい。」「その思いと好きなオールマン・ブラザーズ・バンドをくっつけて『大事MANブラザーズバンド』になった」などと語っていた。後年になり立川は、これらの発言はすべて事務所に無理やり言わされていたと公表した。立川は2012年11月に株式会社Ts Officeを設立。代表取締役に就任。現在ソロで活動している。

### 「それが大事」その後
- 1992年、香港の歌手、ハッケン・リー（李克勤）が、「それが大事」を「紅日」というタイトルで、広東語でカバーしている（作詞は李克勤本人が担当）。『紅日』に収録[5]。
- 2002年 - 2005年、中日ドラゴンズ選手の大西崇之（当時。現在は引退）が、バッターボックスに入る際の曲に「それが大事」を使用した。
- 2006年春、爽健美茶のキャンペーンで「それが大事」がフィーチャーされた。
- 2006年7月、立川俊之が全面プロデュースした女性シンガーAllieの2ndアルバム『20th』にてカバーが収録された。
- 2007年からは北海道日本ハムファイターズの金森敬之の登場曲として使用されている。
- 2007年12月公開の、1977年を主な舞台とする日本映画『Little DJ〜小さな恋の物語』の冒頭、1993年のラジオ番組の中で「それが大事」がリクエスト曲として流れた（同映画のサウンドトラックには未収録）。
- 2009年から大事MANブラザーズオーケストラを結成。更に同年実施された「東京2009アジアユースパラゲームズ」にて「それが大事〜完全版〜」が大会テーマ曲となった（「大事MANブラザーズオーケストラ」名義）。
- 2014年にはPanasonicリフォームのCM曲に使用され、NMB48の渡辺美優紀及び山本彩がアカペラで歌唱した。
- 2016年4月、「大事MANブラザーズ 立川俊之」名義で発売されたミニアルバム『喜楽人生』に「それが大事」のアンサーソング「神様は手を抜かない」と「それが大事2016」が収録される。
- 2021年6月、発売30周年を記念した「それが大事 30th Anniversary」をリリース。同時にYouTubeチャンネル「SOREGADAIJI 30TH ANNIVERSARY CHANNEL」を開設し、「それが大事 30th Anniversary Edition」「それが大事 30th Anniversary Special Edition」「それが大事 30th Anniversary Back Stage Edition」の3本のMVを公開。「それが大事 30th Anniversary Edition」のMVは「『それが大事』をリリースしてから30年を迎えた立川俊之が改めてこの楽曲と“一人”で向き合う」をコンセプトとして制作。「Anniversary Special Edition」では大沢樹生、真鍋かをり、キャイ〜ン、NON STYLE、3時のヒロイン、ゴールデンボンバーの鬼龍院翔、山田邦子を含む総勢46名がゲスト出演。「Back Stage Edition」は制作時のメイキング映像となっている。
- 2022年1月、「それが大事」が、中国のNEKCOM Entertainmentが発表したゲーム「昭和米国物語」の主題歌として使用されることが発表され、同曲をフィーチャーしたトレーラー映像も公開された[6]。

## 作品

### シングル

#### 大事MANブラザーズバンド
| #              | 発売日        | タイトル                       | c/w                        | フォーマット | 規格品番     |
| ファンハウス   | ファンハウス  | ファンハウス                   | ファンハウス               | ファンハウス | ファンハウス |
| -------------- | ------------- | ------------------------------ | -------------------------- | ------------ | ------------ |
| 1st            | 1991年1月25日 | MO-RIO                         | 一日たりとも恋は欠かさず   | 8cmCD        | FHDF-1077    |
| 2nd            | 1991年5月25日 | 何だっつんだSummer             | お別れに Cry On            | 8cmCD        | FHDF-1094    |
| 3rd            | 1991年8月25日 | それが大事                     | Autumn Avenueを君と        | 8cmCD        | FHDF-1117    |
| 4th            | 1992年4月25日 | うたをうたおう                 | Mr. Miss JYANEN            | 8cmCD        | FHDF-1165    |
| 日本コロムビア |               |                                |                            |              |              |
| 5th            | 1992年7月21日 | Bye・Love                      | 夏を待つ理由               | 8cmCD        | CODA-41      |
| 6th            | 1992年11月1日 | 愛と勇気のMerry X'mas          | もしかすっとナンセンス     | 8cmCD        | CODA-105     |
| 7th            | 1993年2月21日 | キボウ                         | 気持ちのメロディー         | 8cmCD        | CODA-143     |
| 8th            | 1993年5月21日 | 賽は投げられた                 | おやじと話す               | 8cmCD        | CODA-188     |
| 9th            | 1993年9月21日 | 10年経った                     | 素顔でいい                 | 8cmCD        | CODA-239     |
| 10th           | 1993年12月1日 | 時間が足りない                 | 太陽が叫んでる             | 8cmCD        | CODA-283     |
| 11th           | 1994年4月21日 | 確実に君を愛してる             | きれいな花を咲かせましょう | 8cmCD        | CODA-414     |
| 12th           | 1994年9月21日 | ここからのMessage              | 素直でいれる               | 8cmCD        | CODA-478     |
| 13th           | 1995年4月1日  | 愛が見える〜I Feel Your Love〜 | 君のために星が降るよ       | 8cmCD        | CODA-534     |
| 14th           | 1995年6月21日 | 最後の勇気                     | 幸せな日々                 | 8cmCD        | CODA-666     |

#### 大事MANブラザーズオーケストラ
| #               | 発売日          | タイトル                                  | c/w                                                     | フォーマット    | 規格品番        |
| TSUBASA RECORDS | TSUBASA RECORDS | TSUBASA RECORDS                           | TSUBASA RECORDS                                         | TSUBASA RECORDS | TSUBASA RECORDS |
| --------------- | --------------- | ----------------------------------------- | ------------------------------------------------------- | --------------- | --------------- |
| 1st             | 2009年9月2日    | 君は想い出にならない/それが大事〜完全版〜 | USUNOROな人生 それが大事〜英語版〜 What's most precious | マキシシングル  | ZQTB-1001       |
| 2nd             | 2009年12月9日   | 目にいっぱいの涙/君去りしあと             |                                                         | マキシシングル  | ZQTB-1002       |

### アルバム

#### オリジナル・アルバム
| #              | 発売日        | タイトル                   | フォーマット | 規格品番     |
| ファンハウス   | ファンハウス  | ファンハウス               | ファンハウス | ファンハウス |
| -------------- | ------------- | -------------------------- | ------------ | ------------ |
| 1st            | 1991年1月25日 | 大事な気持                 | CD           | FHCF-1110    |
| 2nd            | 1991年9月1日  | これも大事                 | CD           | FHCF-1143    |
| 日本コロムビア |               |                            |              |              |
| 3rd            | 1992年7月1日  | 夏を待つ理由               | CD           | COCA-10071   |
| 4th            | 1993年3月21日 | 虹のわたり方               | CD           | COCA-10701   |
| 5th            | 1994年3月21日 | きれいな花を咲かせましょう | CD           | COCA-11555   |
| 6th            | 1995年4月21日 | SOS BATSU                  | CD           | COCA-12490   |

#### ベスト・アルバム
| #              | 発売日         | タイトル                            | フォーマット   | 規格品番       |
| 日本コロムビア | 日本コロムビア | 日本コロムビア                      | 日本コロムビア | 日本コロムビア |
| -------------- | -------------- | ----------------------------------- | -------------- | -------------- |
| 1st            | 1993年7月21日  | FOR THE KIDS                        | CD             | COCA-10901     |
| ファンハウス   |                |                                     |                |                |
| 2nd            | 1995年11月15日 | SUPER BEST 2000                     | CD             | FHCF-9608      |
| 日本コロムビア |                |                                     |                |                |
| 3rd            | 1996年8月31日  | BEST SINGLES                        | CD             | COCA-13618     |
| BMG JAPAN      |                |                                     |                |                |
| 2nd            | 2005年10月26日 | GOLDEN☆BEST 大事MANブラザーズバンド | CD             | BVCK-38113     |

### ビデオ
| #              | 発売日         | タイトル       | フォーマット   | 規格品番       |
| 日本コロムビア | 日本コロムビア | 日本コロムビア | 日本コロムビア | 日本コロムビア |
| -------------- | -------------- | -------------- | -------------- | -------------- |
| 1st            | 1993年1月1日   | 虹のわたり方   | VHS            | COVA-4201      |
| 2nd            | 1995年7月21日  | D.B.B. 199X    | VHS            | COVA-4563      |

## タイアップ一覧
| 使用年 | 曲名                                      | タイアップ                                                     | 収録作品                                              |
| ------ | ----------------------------------------- | -------------------------------------------------------------- | ----------------------------------------------------- |
| 1991年 | 明日は晴れるから                          | OVA『藤子・F・不二雄のSF短編シアター』第5巻エンディングテーマ  | アルバム『大事な気持』                                |
| 1991年 | それが大事                                | テレビ朝日系『スポーツフロンティア』エンディングテーマ         | シングル「それが大事」                                |
| 1991年 | それが大事                                | フジテレビ系『邦ちゃんのやまだかつてないテレビ』挿入歌         | シングル「それが大事」                                |
| 1992年 | うたをうたおう                            | テレビ朝日系アニメ『クレヨンしんちゃん』初代エンディングテーマ | シングル「うたをうたおう」                            |
| 1992年 | Bye・Love                                 | 日本テレビ系『うるとら7:00』オープニングテーマ                 | シングル「Bye・Love」                                 |
| 1992年 | 愛と勇気のMerry X'mas                     | テレビ朝日系『君とい・つ・ま・で・も』エンディングテーマ       | シングル「愛と勇気のMerry X'mas」                     |
| 1992年 | 愛と勇気のMerry X'mas                     | ファミリーマート CMソング                                      | シングル「愛と勇気のMerry X'mas」                     |
| 1992年 | もしかすっとナンセンス                    | テレビ朝日系アニメ『南国少年パプワくん』前期エンディングテーマ | シングル「愛と勇気のMerry X'mas」                     |
| 1993年 | キボウ                                    | ファミリーマート CMソング                                      | シングル「キボウ」                                    |
| 1993年 | キボウ                                    | テレビ朝日系『M10』オープニングテーマ                          | シングル「キボウ」                                    |
| 1993年 | 賽は投げられた                            | NHK総合テレビアニメ『ポコニャン!』オープニングテーマ           | シングル「賽は投げられた」                            |
| 1993年 | おやじと話す                              | NHK総合テレビアニメ『ポコニャン!』初代エンディングテーマ       | シングル「賽は投げられた」                            |
| 1993年 | 時間が足りない                            | テレビ朝日系『邦子と徹のあんたが主役』オープニングテーマ       | シングル「時間が足りない」                            |
| 1993年 | 太陽が叫んでる                            | テレビ東京系『おんなのこ探偵団』エンディングテーマ             | シングル「時間が足りない」                            |
| 1994年 | きれいな花を咲かせましょう                | ツムラ Incent CFイメージソング                                 | シングル「確実に君を愛してる」                        |
| 1994年 | ここからのMessage                         | 日本テレビ系『いつみても波瀾万丈』エンディングテーマ           | シングル「ここからのMessage」                         |
| 1995年 | 最後の勇気                                | NHK『サンデースポーツ』エンディングテーマ                      | シングル「最後の勇気」                                |
| 2009年 | それが大事〜英語版〜 What's most precious | 2009年アジアユースパラゲームズ 公式テーマソング                | シングル「君は想い出にならない/それが大事〜完全版〜」 |
| 2009年 | 目にいっぱいの涙                          | テレビ東京系『音流〜On Ryu〜』2009年12月度エンディングテーマ   | シングル「目にいっぱいの涙/君去りしあと」             |

## 出演番組

### ラジオ番組
- ときめきY-LAND 大事MAN倶楽部（文化放送、1992年）